# Pierre de Mbigou

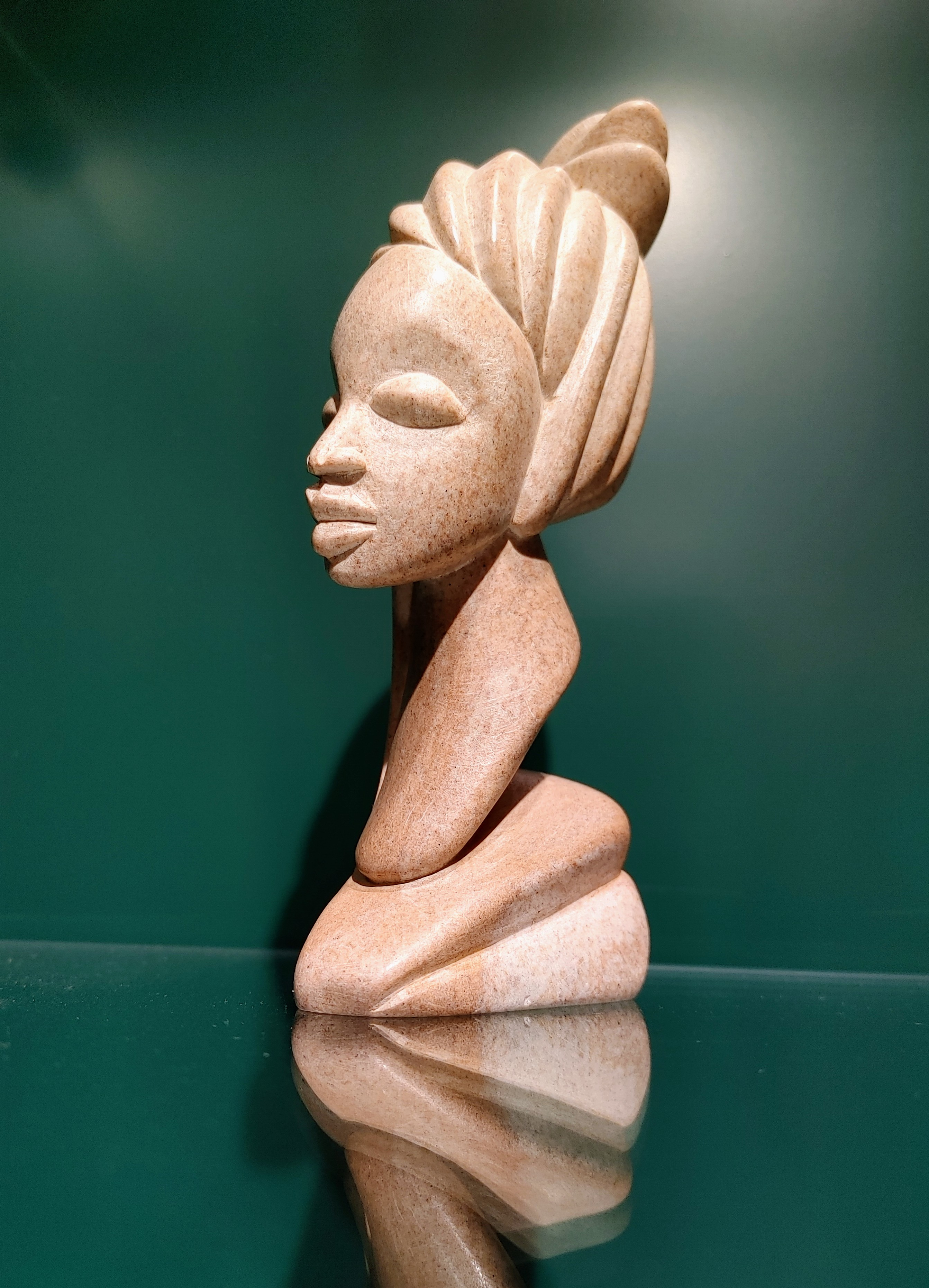
Statuette.

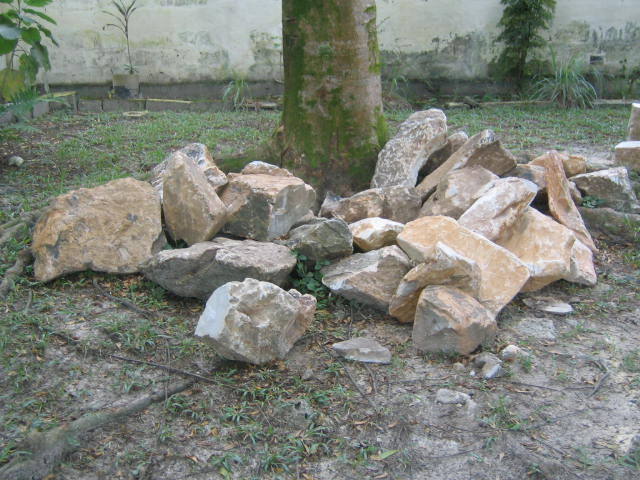
Pierre brute.

La pierre de Mbigou est une stéatite provenant de Mbigou au Gabon. Elle est utilisée par les artisans de Libreville pour en tirer des sculptures prisées des touristes.

## Situation géographique
Situé au cœur des montagnes Biroughou sur les rives de la rivière Boumi, la ville de Mbigou est le chef-lieu du département de la Boumi-Louetsi, au Gabon. La ville surplombe la région en une série de 4 grandes collines au cœur de la forêt équatoriale à 800 mètres d'altitude. Avec son climat humide et froid en saison sèche et humide et chaud en saison de pluie, la ville de Mbigou connait une forte pluviosité. Sa forte hydrographie et sa diversité de paysages en font une région riche et immensément inconnue du grand public et même des Gabonais. Mbigou est située à environ 800 kilomètres de Libreville et à 61 km de Mimongo, sise à 800 mètres d’altitude.

Mbigou est un espace aux divers paysages : on compte des savanes (Kina, Mikouyi, Itembi, Ipambla). La ville possède un énorme potentiel minier et agricole. Dans son histoire, la ville a accueilli les cultures du café et du cacao pendant plusieurs années. Mais parmi toutes ces richesses, l’une des plus importantes, qui étend sa renommée et qui s’y trouve est sa pierre : la pierre de Mbigou.
La pierre de Mbigou est extraite dans les forêts de Kambamongo, Moughama et Dienga, où les populations s'en servent depuis des siècles pour tailler des objets de valeur, faire des représentations et surtout sculpter pour exprimer leur créativité. La pierre de Mbigou est la preuve qu'il existait déjà une forme d'art et d'expression artistique chez les peuples du Sud du Gabon. Parmi les artisans de la pierre, on compte les Bangômô (au sud de Mbigou en allant vers Malinga), les Banzébi, les Mitsôghô et les Massangou qui sont des artisans de cet agrégat de roche calcaire.

## Origine de la pierre
De par sa composition et sa diversité de couleurs, la pierre de Mbigou est le résultat d'une agrégation progressive de roche sédimentaire calcaire qui forme une pierre dont la coloration varie en fonction du nombre d'années et de la caractéristique sédimentaire de la région où elle est extraite. La région de Mbigou étant une zone de montagne, on y trouve plusieurs formations sédimentaires, entre le calcaire, le basalte et leurs dérivés. Les nombreux cours d'eau et la forte pluviosité ont contribué à former cette roche unique au monde que les artisans peuvent manier et transformer au gré de leur créativité. La particularité de cette pierre est son aspect multicolore et divers, mais surtout ses caractéristiques physiques impressionnantes qui en plus de révéler une richesse de la nature parle de la longue et lente formation de ce sédiment riche composante physio-thermique.
À Mbigou cette pierre est principalement extraite dans les montagnes de Moughama et Ivala en amont de la rivière Boumi sur les flancs des montagnes desquelles toutes ces rivières puisent leurs sources. C'est donc au cœur de la montagne que la pierre commence sa formation et une fois mature, elle extrude des sols et devient visible. Extraite dans les collines qui l’environnent elle est souvent mouillée et lourde, mais en tant que sol perméable elle laisse vite échapper l'eau pour révéler ses caractéristiques. La majeure partie des sources de la région de Mbigou sont formées par des nappe phréatiques où abondent des dépôts de cette précieuse pierre. Depuis des générations, les sculpteurs savent mettre en valeur la tonalité grise à reflets verts ou grenat de cette pierre.

## Spécificité de la pierre
Le caractère malléable de la pierre (stéatite), son adaptabilité et la facilité de traitement qu'elle offre aux artisans (à la fois molle et rigide) ont été des facteurs fondamentaux pour attirer un grand nombre de sculpteurs, sous  l’impulsion du commandant de Cercle Mariani. Actuellement peu d’artistes travaillent à Mbigou ou utilisent la pierre du cru, (la ville est trop éloignée de Libreville, la capitale) mais, en revanche, un grand nombre d’artisans au Gabon taillent des calcaires similaires provenant de diverses carrières et en revendiquent l’appellation. Toutefois ces pierres n’ont pas les mêmes caractéristiques que celles extraites à Mbigou.

## Son travail
Aujourd’hui la pierre de Mbigou est travaillée de différentes façons, elle est mise en valeur dans des réalisations très diverses qui vont de la décoration murale, du mobilier à l’objet décoratif, telles que statuettes, figurines et autres. L’artisan d’art possède donc une bonne connaissance des différentes variétés de pierres (friable, dure, tendre), il sait utiliser les différents types de couleurs, dont la variété n’a pas d’égale avec les autres stéatites. 
Chaque artisan possède sa manière de faire qui souvent est le cumul d’un ensemble de connaissances acquises de différentes manières.
La pierre s’associe parfaitement au bois précieux du Gabon ou bien à d’autres matériaux, en fonction de l’artiste et de son imagination. La pierre de Mbigou est une pierre « noble », elle possède différentes facettes et peut être mise en valeur dans des réalisations très diverses.

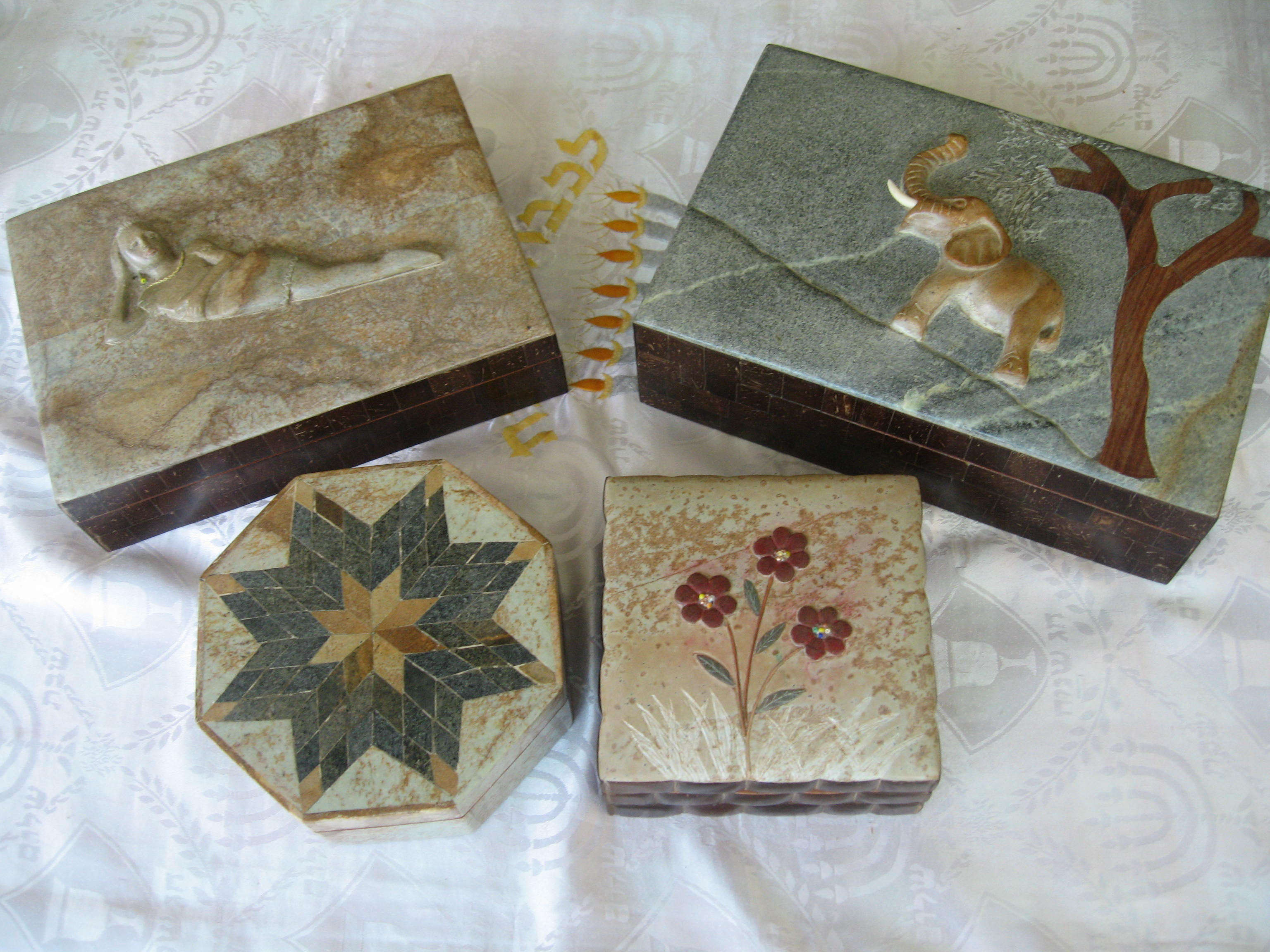
Boîtes décorées en pierre et bois.
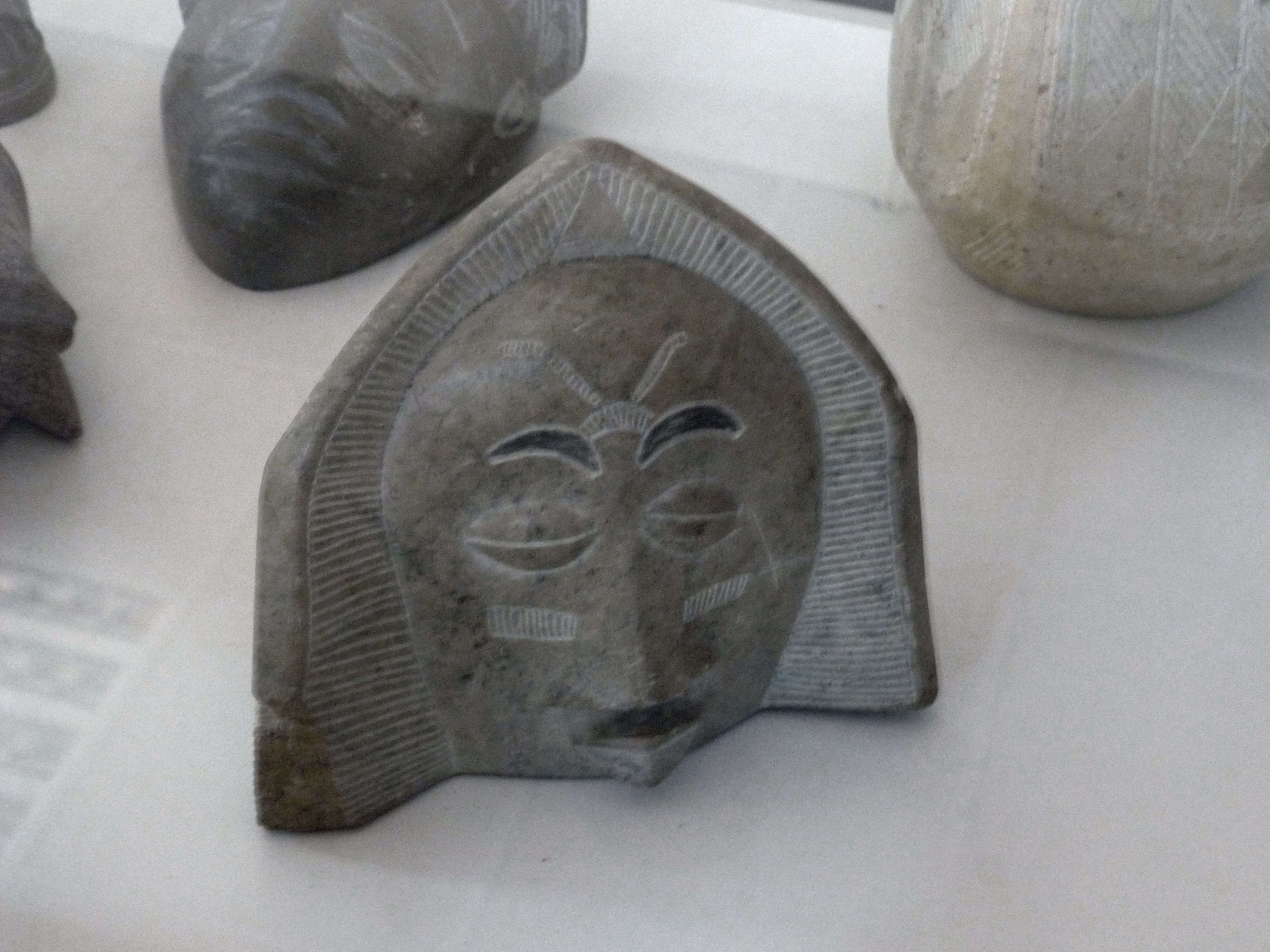
Tête stylisée.
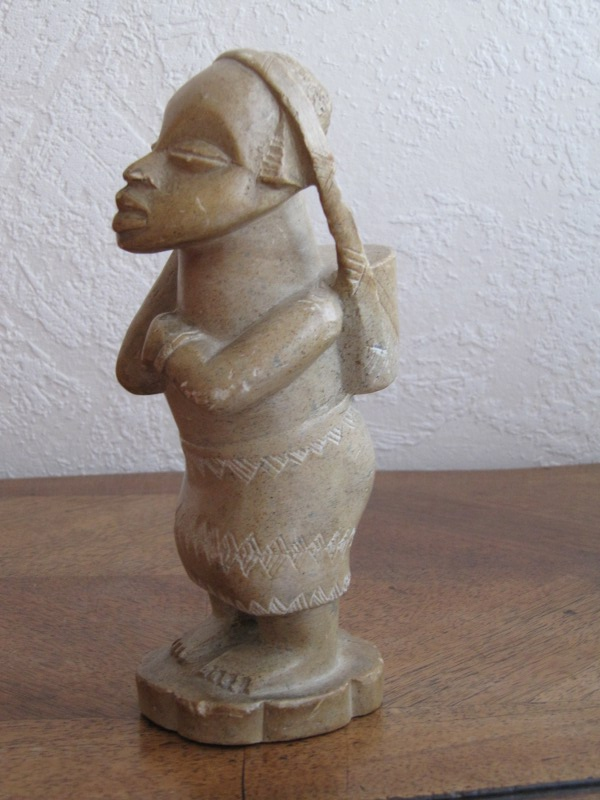
Statuette.